# فادر
فَادِر أو فَدَر أو ماعز المنحدرات (الاسم العلمي: Rupicapra)، جنس حيوانات لبونة من الوعليات يُعرف باسم الشمواة. ينتمي إلى فصيلة البقريات.
يضم نوعان.
| الصورة | الاسم العلمي        | الاسم الشائع    | التوزيع                                                            |
| ------ | ------------------- | --------------- | ------------------------------------------------------------------ |
|        | Rupicapra rupicapra | شمواة           | الجبال الجنوبية والوسطى في أوروبا وتركيا والقوقاز في جنوب غرب آسيا |
|        | Rupicapra pyrenaica | شمواة البيرينيه | البرانس جبال البرانس (سلسلة جبال في جنوب غرب أوروبا)               |